# Offsettryck

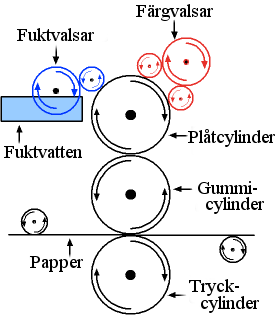
Litografisk offsetmetod

Offsettryck är en allmänt använd tryckteknik där den färgburna informationen är överförd från en tryckplåt till trycksakens material (normalt papper) via en gummiduksbeklädd cylinder ("offset", set off, vilket avser den indirekta tryckmetoden).
När tekniken används i samband med den litografiska processen, vilken bygger på motsatsförhållandet mellan vatten och fett (hydrofila och hydrofoba ytor), blir resultatet en plan informationsbärare; plantryck, som får sina icke tryckande ytor begjutna med vatten som håller de icke tryckande ytorna fria från färg.
Fördelarna med offsettryck:
- Avsevärt högre tryckkvalité – skarpare och renare tryck än högtryck på grund av att gummiduken anpassar sig till tryckytan.
- Olika typer av tryckmaterial förutom papper, till exempel trä, läder och metall.
- Snabb, enkel och billig tryckformsframställning.
- Längre livslängd på offsetplåten än vid direkt tryck då det inte finns direktkontakt mellan offsetplåten och trycksakens yta.

## Historia

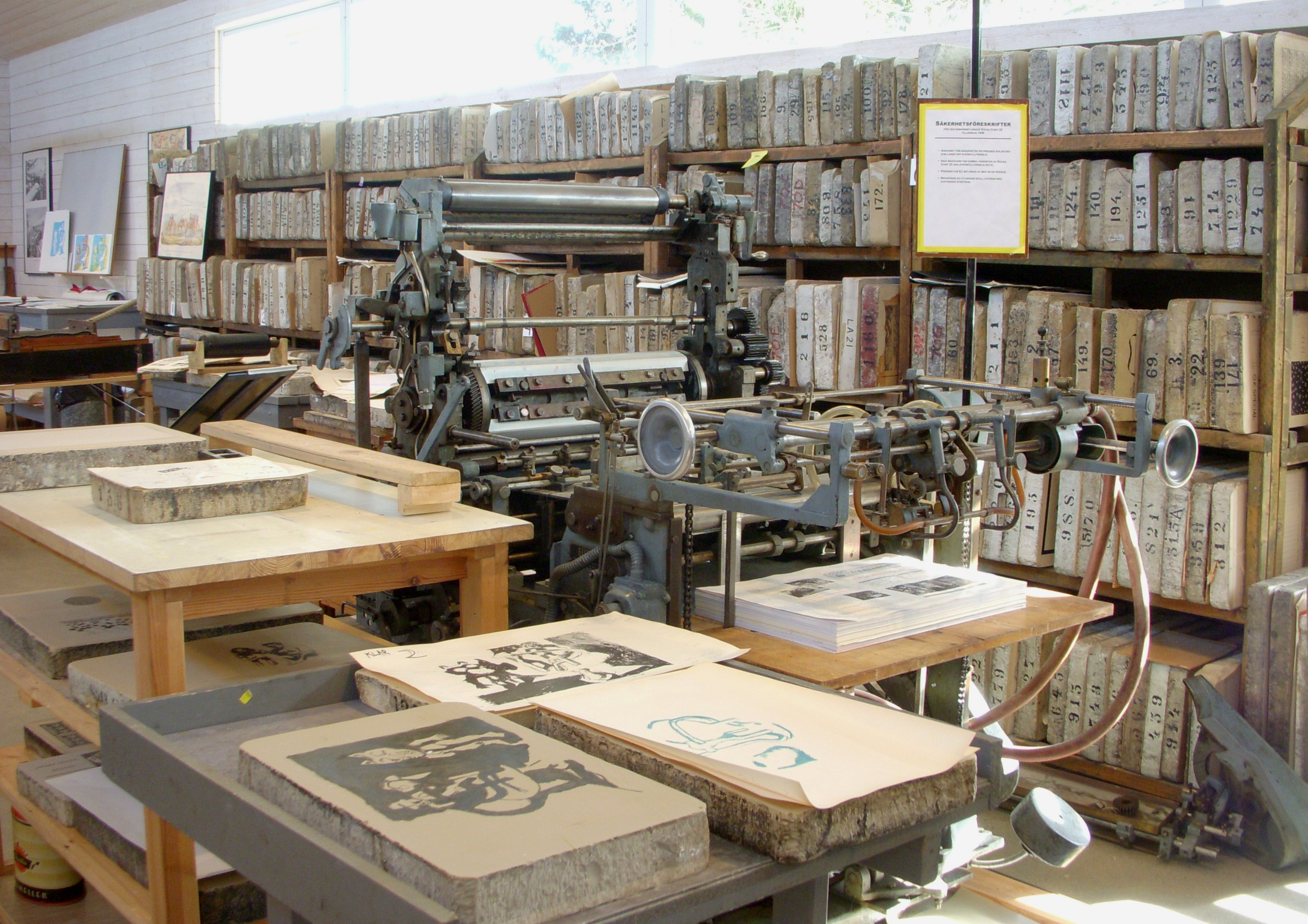
Offsetpressen "Solna Chief 22" från 1946 var den första svensktillverkade offsettpressen, den står idag i Litografiska museet i Huddinge.

Den första litografiska offsetpressen byggdes i England omkring 1875 och var konstruerad för tryckning på metall. Offsetcylindern var täckt med speciellt behandlad papp som överförde bilden från tryckcylindern till metallytan. Omkring fem år senare, byttes pappen mot gummiduk, som fortfarande är det mest använda materialet.
Den sannolikt förste (1903), som använde en offsetpress att trycka på papper med, var Ira Washington Rubel från USA. Han fick idén när han en gång såg att varje gång ett papper av misstag inte matades in i en litografisk tryckpress, så överförde tryckcylindern tryckbilden direkt till den gummidukbeklädda mottryckcylindern, och nästa papper fick ett tryck på båda sidor; dels direkt litoavtryck på papperets ovansida och dessutom ett från mottryckcylinderns gummiduk kommande spegelvänt tryck på baksidan av papperet.
Rubel lade dessutom märke till att tryckbilden på baksidan av pappret var mycket skarpare än vad den hårda litografistenen kunde åstadkomma direkt mot pappret. Han bestämde sig för att bygga en tryckpress som kunde överföra tryckbilden först till gummicylindern och sedan till pappret. Bröderna Charles och Albert Harris fick bekantskap om Rubels arbete och byggde ungefär samtidigt en offsetpress för företaget Harris Automatic Press Company.
Harris utgick vid sin konstruktion från en rotationspress. I den användes en tunn metallplåt som böjdes runt en cylinder som var placerad högst i maskinen och var i kontakt med färg- och fuktvalsar. En gummicylinder var placerad närmast nedanför, och i kontakt med plåtcylindern. Tryckcylindern längst ned tryckte pappret emot gummicylindern, och tryckbilden överfördes (se figuren). Denna grundkonstruktion används än idag, och från denna har metoden med samtidig dubbelsidig tryckning utvecklats, med pappersmatning som kan ske från rullar som alternativ till staplar med ark.
Under 50-talet kom offsetprincipen att bli den vanligaste formen av yrkesmässigt tryck, och stora framsteg gjordes i plåtteknik, färg och papper, samt förbättringar avseende kvalitet och tryckhastighet. Livslängd och kvalitet på allt i processen ingående material, såsom plåtar, gummidukar, tryckfärg, vätning samt standardiserade metoder att övervaka ingående delprocesser har ytterligare höjt användarvänligheten. Idag kan komplicerade tryckpressar även kopplas upp via Internet mot tillverkarföretagen, som kan rådgöra med användare och underhållspersonal och till och med fjärrstyra pressarna vid felsökning.

## Idag

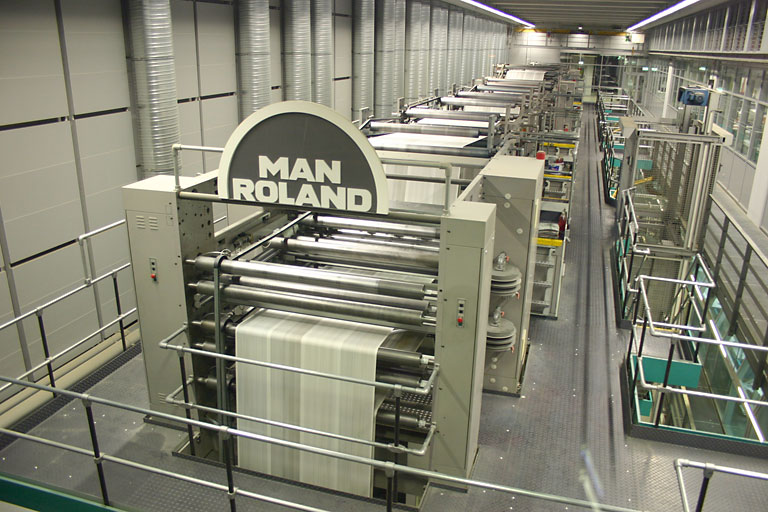
Tidningsrotationspress från MAN Roland

Idag trycks de flesta av världens trycksidor med denna metod, inklusive tidningar av olika slag. Digital tryckning har emellertid fått ökad användning på senare år, i synnerhet när det gäller små upplagor, där digital tryckning är mer ekonomisk. Vid stora upplagor är papperskostnaden den dominerande posten.
Offsettrycket är idag den dominerande tryckmetoden, mycket på grund av dess höga kvalitet. Vid stora volymer gäller dessutom att rullformat på papperet är mer ekonomiskt än arkstaplar. Vid upplagor mindre än 50.000 tryck blir arktryck mest ekonomiskt.
I moderna rotationspressar kan vid rullbyte papperet skarvas även i hög fart.
Vid stora upplagor används ofta djuptryckspressar.
Både rotationspressar och arkpressar arbetar med samma litografiska offsetteknik, men en principiell skillnad är att arkpressar kan matas med staplar av ark som kan ha en fiberriktning både tvärs och längs med löpriktningen i tryckpressen, medan rotationspressar matas med rullar, som alltid har samma fiberriktning, nämligen den riktning som papperet får, när det kommer ut ur pappersmaskinen, d.v.s. längs med pappersbanan (virariktningen).
Fiberriktningen har stor betydelse för kvaliteten på slutprodukten, bl.a. styr det papperets tendens att bukta sig i den ena eller andra riktningen. I en bok ska fiberriktningen alltid ligga parallellt med bokens rygg.

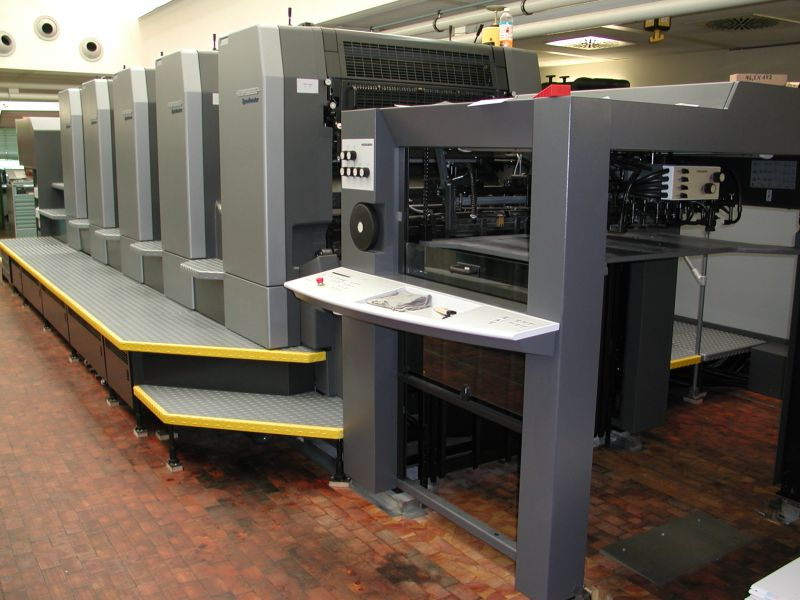
Heidelberg Speedmaster CD 102-5 är ett exempel på en arkoffsetpress med 5 tryckverk

Tidigare krävdes mycket manuellt arbete. Först skulle i sätteriet manusets text överföras till en förlaga, bilder klichéras, text och bild kombineras (ombrytning). Därefter skulle ett antal färdiga sidor placeras sida vid sida enligt en noga uttänkt plan, varefter alltsammans med fotografiska metoder skulle överföras till film, positiv eller negativ. Till slut skulle filmen kopieras över till tryckplåten.
I allt högre utsträckning görs detta numera i moderna offsetpressar med tryckplåtar som är gjorda i CTP-teknik (Computer to Plate). Vid detta förfarande hämtas manuset direkt från författarens alster gjort med något ordbehandlingsprogram, redigeras i datorer, och överförs till slut mer eller mindre automatiskt till tryckplåtarna. Detta är mycket tidsbesparande och ekonomiskt fördelaktigt jämfört med de äldre metoderna.
En vanlig term i samband med offset-tryck är fyrfärgspress.  Därmed avses en tryckpress (arkpress eller rotationspress), som har fyra tryckverk, som i tur och ordning överför sina respektive färger till pappret. Av trycktekniska skäl är vanligen ordningen: cyan, magenta, gul och svart CMYK.

## Papper
Fiberriktningen i papper är som nämnts alltid längs löpriktningen från pappersbrukens pappersmaskiner. Kör man i en rotationspress kan man inte välja fiberriktning i den färdiga produkten med mindre än att man vänder sidorna på tryckformen om det inte innebär dåligt utnyttjat utrymme på den. Tar man däremot papper från en rulle och skär ned i ark kan man ju välja fiberriktningen allt efter trycksakens behov.
Ett skäl varför fiberriktningen är intressant är att den spolformiga fibern hela tiden följer omgivningens fukthalt. Papperet ändrar sig därvid mer tvärs fiberriktningen och mindre längs fibern. Vid normala variationer av miljöns relativa fuktighet kan skillnaden i krympning och svällning i olika riktningar på arket ge ända upp till 4 % skillnad mellan längd och bredd. Vid dimensionskritiska produkter, som vid efterbehandling skall skarvas, t.ex. ritningar, kartor, tapeter, stora affischer, måste beställaren ange den önskade fiberriktningen, för att man ska kunna få god mönsterpassning i skarvarna. Detta är särskilt viktigt vid efterbeställningar, så att man får samma egenskaper i de olika upplagorna. Vid rotationstryck är detta inte något problem; fiberriktningen är ju alltid densamma, när papperet lindas av rullen. Vid arktryck däremot beror trycksakens kvalité mycket på att det finns papper med avsedd fiberriktning i pressen vid tryckningen.
I en bok måste alla lägg ha samma fiberriktning, då den skurna bokens snitt annars blir ojämnt (taggigt) med tiden.
Vid framför allt rotationstryck skiljer man på heatset och coldset. Vid heatsettryckning går pappersbanan efter tryckning igenom en varmluftsugn och värms därvid upp för att snabbare "sätta" färgen genom att minska tryckfärgens torktid. När detta sker avgår också en del fukt ur pappret som en oönskad bieffekt. För att återföra fukt till papperet "inline" finns det lösningar med särskilda återbefuktningsaggregat som tillval och pappersbanan kan då återfå en del av sin förlorade relativa fukthalt. Detta är speciellt fördelaktigt om trycksaken består av en blandning av coldset och heatsettryckta ark, som då annars kan uppta fukt på olika sätt när boken redan är tryckt. Det kan få till följd att vissa arkdelar i boken kan sticka ut när de har återfått omgivningens relativa fukthalt och därmed "växt".